# Алимбетов, Сапаргали
Сапаргали Алимбетов (каз. Сапарғали Әлімбетов; 1888, ныне аул Шамак Жарминского района Семипалатинской области — 10 октября 1956, Семипалатинск) — казахский народный акын. Происходит из подрода байыс рода каракерей племени найман.
Работал на руднике Акжал и в совхозе «Мынбулак». С начала 1930 годов его поэтические песни печатаются в республиканских газетах. Автор поэм «Мейip батыр», «Молдабай палуан», «Қамбадагы айқас», «Қос жалшының өлімі», «Қойгелді батыр» и другие. Состязался в айтысах с акынами Есенсары Кунанбаевым, Маясаром Жапаковым, Калка Жансарбаевым, Куатом Терибаевым, Магжаном Орынбаевым. Награждён орденом Красной звезды.